# Ludvik Zorzut
Ludvik Zorzut [zorzút], slovenski pesnik, kulturni delavec in planinec ter planinski publicist, * 24. avgust 1892, Medana, † 27. april 1977, Kanal ob Soči.

## Življenje
V Gorici je obiskoval nemško klasično gimnazijo, po maturi 1913 je stopil v goriško bogoslovje, a je moral študij prekiniti zaradi vojne in fronte na Soči. Z očetom sta bila leta 1915 izgnana v južno Italijo. Ko je bil izpuščen, je želel nadaljevati študij bogoslovja v Vidmu, vendar je bil ponovno interniran. Opustil je študij bogoslovja, se preselil v Maribor in si ustvaril družino ter med letoma 1925 in 1941 služboval na tamkajšnjem mestnem magistratu. Med drugo svetovno vojno se je pred Nemci umaknil v Videm pri Krškem, nato v Laško in Ljubljano. Sredi leta 1944 se je vrnil v Gorico, kjer je služboval pri Slovenskem Rdečem križu. Od maja 1945 do septembra 1947 je bil referent za arhive in kulturno dediščino ter poverjenik za narodni kataster pri Okrožnem izvršnem narodnoosvobodilnem odboru za Goriško. Deloval je na področju knjižničarstva, muzealstva in arhivistike, sodeloval je pri določanju meje med Italijo in Jugoslavijo. Nato je bil poldrugo leto v Gorici sodelavec ljubljanskega Inštituta za narodnostna vprašanja. Deloval je predvsem v Beneški Sloveniji, zbiral je narodopisno gradivo, informacije o dnevnem življenju, sestavljal je seznam kulturnih spomenikov. Aprila leta 1949 je moral zapustiti Gorico in Italijo, saj mu oblasti niso priznale italijanskega državljanstva. Preselil se je v Kanal ob Soči in tam živel do smrti. Konec junija 1949 je postal uslužbenec Oblastnega ljudskega odbora za Goriško, njegova naloga je bila skrb za kulturno dediščino. Po ukinitvi tega organa je bil krajši čas tajnik sedemletne šole v Kanalu, nato je bil leta 1951 v službi v novogoriški študijski knjižnici, januarja 1952 (do upokojitve leta 1953) je postal upravnik novoustanovljenega Goriškega muzeja in arhiva. 
Po njem se imenuje Moški pevski zbor Ludvik Zorzut in Vinike, aprila 2018 pa je bila v Medani odprta stalna razstava Ludvik Zorzut (v spominski sobi Alojza Gradnika, v rojstni hiši obeh, na kateri so jima že leta 1992 odkrili spominsko ploščo).

## Delo
Pisati je začel kot dijak, bil je zavzet planinec, turistični delavec, vodil je pevski zbor v Medani. Bil je predvsem zelo dejaven publicist in pesnik, ves čas je kulturno in narodnostno deloval, objavljal je članke različnih vrst: potopise, folklorne in planinske zapise. S pesmimi in prozo je sodeloval pri skoraj vseh primorskih revijah, časopisih, zbornikih in koledarjih, prav tako pri mariborskih časopisih, trajno pa pri Planinskem vestniku ter Koledarju Goriške Mohorjeve družbe in Koledarju Mohorjeve družbe. 
Kot pesnik ni izdal nobene zbirke. "Bil je ptič samotar, zato ga literarna zgodovina ni opazila." Zbirko njegovih pesmi z naslovom Ptička briegarca je leta 1974 izdala Mohorjeva družba v Celju v počastitev pesnikove 80-letnice.
Njegovi članki o Brdih so zbir etnografskega, zgodovinskega in kulturnozgodovinskega gradiva. Poleg rodnih Brd so krajine Zorzutovega pisanja še Vipavska dolina, Beneška Slovenija, del Posočja, Cerkljansko in Pohorje. Njegova poezija je narodopisna ter pisana v narečju. Zorzutova publicistika tematizira folkloro vsakdanjega in prazničnega življenja slovenskega podeželja: božič, velika noč in briški običaji, na primer lupljenje češpelj.

## Knjige
- Ptička briegarca (1974) – pesniška zbirka (COBISS)
- Kanal ob Soči: Stoletnica kanalskih gasilcev (1963) - leposlovje o požarih in gasilstvu (COBISS)
- Umetnost se je ustavila tudi v Brdih (1968) - domoznanstvo, preučevanje krajev (COBISS)
- Slovenski preporod v Brdih: Ob stoletnici taborov na Goriškem (1968) - domoznanstvo, preučevanje krajev (COBISS)
- Ne vdajmo se!: Ob stoletnici briškega tabora: 1869–1969 (soavtorja Božo Mrevlje in Branko Marušič) (1969) - zgodovinski pregled (COBISS)
- Svobodni kmetje: Zgodovinska pot zadružnikov iz Fojane na Dobrovo (soavtor Ciril Zorzut) (1974) - zgodovinski pregled (COBISS)